# Antònia Sabater Vallespir
Antònia Maria de la Creu Sabater i Vallespir (Palma, 24 de novembre de 1947) és una filòloga i escriptora mallorquina coneguda especialment pel seu treball sobre la casta nobiliària de Mallorca, els seus usos, costums i la seva parla. És doctora en llengua i literatura catalanes per la Universitat de les Illes Balears (UIB).
Va néixer l'any 1947 a Palma, filla de Gabriel Sabater i Antònia Vallespir. Fou professora de cultura europea, cultura balear i història de la gastronomia de les Illes Balears a l'Escola d'Hoteleria de la UIB. L'any 1998 edita les memòries de Miquel Forteza i Pinya, escriptor mallorquí destacat com a poeta i advocat en la qüestió dels xuetes. Començà la seva tesi doctoral La parla d'una classe social: els senyors de Palma l'any 1991 i durant quatre anys enregistrà en cinta magnetica entrevistes amb nombrosos membres de la noblesa mallorquina, un estament social marcat pel seu aïllament que afavorí el desenvolupament d'uns costums i parla molt particulars. Sabater aconseguí introduir-se en aquest reduït grup i documentar en cinta magnètica les veus dels darrers membres de la noblesa que foren testimonis de la vida i costums de l'estament noble a la Mallorca preturística. L'any 2010, dirigida per Joan Miralles Monserrat i Sebastià Serra i Busquets, llegí la tesi i es doctorà en llengua i literatura catalanes per la Universitat de les Illes Balears. Publicà el llibre Els senyors de Palma. Història oral. (pròleg de Joan Veny) el 2012, en què recull les observacions, documents i conclusions de la tesi. Des de la publicació del llibre, ha aparegut en nombrosos mitjans de comunicació atrets per l'originalitat d'una tesi que documenta un mode de vida ja esvaït a la Mallorca de principis de segle xx.

## Obres
- Els senyors de Palma. Història oral[4] (2012)
- Del meu temps. Volum 1[2] (1998)
- Del meu temps. Volum 2[3] (1998)